# Taikomochi
 (avril 2024).
Si vous disposez d'ouvrages ou d'articles de référence ou si vous connaissez des sites web de qualité traitant du thème abordé ici, merci de compléter l'article en donnant les références utiles à sa vérifiabilité et en les liant à la section « Notes et références ».
Les taikomochi (太鼓持, porteur de taiko), aussi appelés hōkan (幇間), forment une profession à l'origine des geishas au Japon. Ce métier était initialement plutôt masculin et les femmes le pratiquant étaient appelées onna taikomochi (女太鼓持, femmes taikomochi).
Il reste moins d'une dizaine de taikomochi au Japon de nos jours.